# Sobhi Saïed
Sobhi Saïed (arabisch صبحي سعيّد; geb. 26. September 1982 in Béni Khiar) ist ein tunesischer Handballspieler. Er hat für Étoile Sportive du Sahel (Sousse) und Al-Gharafa (Doha, Katar) gespielt.
Er nahm mit der tunesischen Nationalmannschaft an den Olympischen Sommerspielen 2016 in Rio de Janeiro teil.

## Erfolge

### Nationalmannschaft
Mittelmeerspiele
- : 2009 Pescara